# Ceriagrion varians
Ceriagrion varians é uma espécie de libelinha da família Coenagrionidae.
Pode ser encontrada nos seguintes países: Angola, Camarões, República do Congo, República Democrática do Congo, Costa do Marfim, Guiné, Guiné-Bissau, Quénia, Nigéria, Uganda e Zâmbia.
Os seus habitats naturais são: florestas subtropicais ou tropicais húmidas de baixa altitude, pântanos subtropicais ou tropicais, áreas húmidas dominadas por vegetação arbustiva, marismas de água doce e marismas intermitentes de água doce.